# Anatoli Wiktorowitsch Karpow
Anatoli Wiktorowitsch Karpow (russisch Анатолий Викторович Карпов) ist ein früherer russischer Crosslauf-Sommerbiathlet.
Anatoli Karpow hatte sein bestes internationales Jahr im Sommerbiathlon 2006, als er bei den Sommerbiathlon-Europameisterschaften in Cēsis zwei Medaillen gewann. Zunächst gewann er hinter Alexei Kowjasin im Sprint den Vize-Europameistertitel. Mit Jewgenija Michailowa, Nadeschda Starik und Kowjasin wurde er anschließend Europameister im Mixed-Staffelrennen vor den Vertretungen aus Lettland und Tschechien.